# البطحاء (الجزائر)
البطحاء من المدن التاريخية  في المغرب الأوسط (الجزائر) والتي اختفت من الخارطة بسبب الحروب المتكررة بين الدول الزيانية والمرينية والحفصية.

## موقعا الجغرافي
اختلف المؤرخون في موقعها الجغرافي فمنهم من يقول مدينة غليزان ومنهم من يقول مدينة المطمر مثل المهدي البوعبدلي وعمم من بعد ذلك على كل الأراضي المنبسطة من المحمدية غربا لغاية الشلف شرقا .

## التأسيس
يشهد التاريخ أن بن تومرت مر بمدينة البطحاء عام 515 هـ أي في عهد المرابطين عائدا من إحدى رحلاته وحل بها حيث رحب به شيخ أكرم وفادته وجزاءا لتلك الضيافة منحه ابن تومرت كتابا يوصيه أن يمنحها لملك سيحكم المنطقة في إشارة لعبد المؤمن بن علي. وأعيد تأسيس مدينة البطحاء عام 555 هـ  بأمر من عبد المؤمن بن علي الذي كان راجعا من إحدى غزواته في الشرق  وبَنى فيها مسجدا. وهناك من يرجح قدمها قبل هذا التاريخ .

## خراب البطحاء

### الخراب الأول

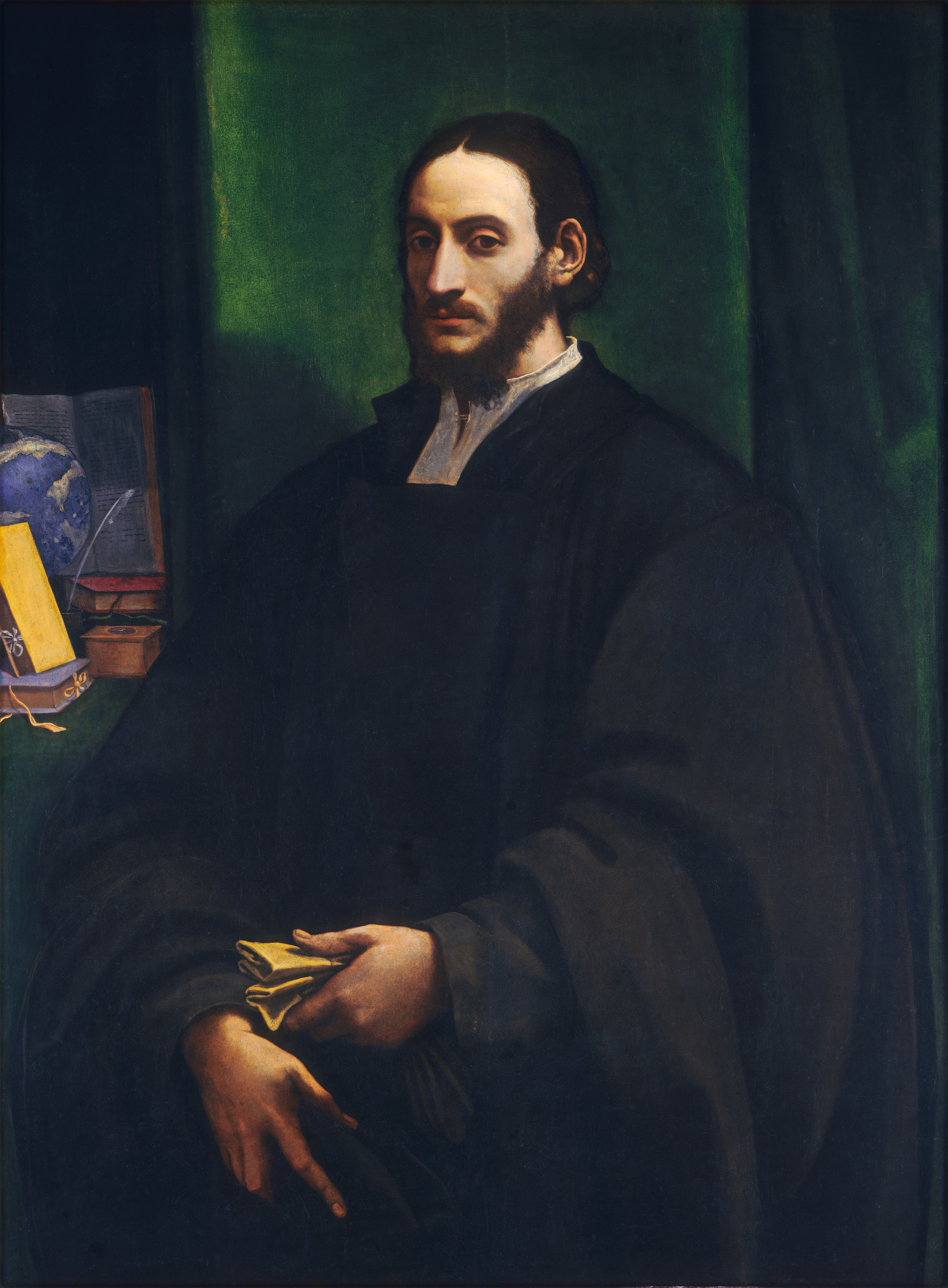
الحسن الوزان أو ليون الإفريقي

شهدت الدولة الموحدية في أواخر أيامها صراعا بين قوادها الثلاث ومال كل واحد برأيه أنه الوريث الشرعي للسلطان الموحدي وبحكم أن البطحاء ضمن المغرب الأوسط فكانت تحت حكم الزيانيين وسلطانها المتوج يغموراسن بن زيان إلا أن الصراع الذي نشب بينهم وبين المرنيين أستغله بني توجين ملوك جبل الونشريس الذين تحالفوا المرنيين نكاية في خصومهم الزيانيين وحل بالبطحاء الخراب سنة 670 هجري .
بعد الخراب الأول الذي لحق بمدينة البطحاء أعاد السلطان عثمان بن يغموراسن بنائها سنة 701 هجري إلا أن الحروب المستعرة بين الزيانيين وأعدائهم فقدوها لصالح المرنيين الذين سيطروا على المغرب الأوسط لكن مع قدوم السلطان أبو حموموسى الثاني أعاد حكم المنطقة من جديد وأعيدت البطحاء لحكمه عام 760 هجري . وونظرا للموقع الجعرافي للبطحاء قفد شهد العلامة عبد الرحمن بن خلدون أنها كانت معسكر حربي للسلاطين الزيانيين 

### الخراب الأخير
إختفت مدينة البطحاء لأسباب مجهولة وزارها الرحالة الحسن الوزان في بداية القرن 16 م ووصف وضعها بأنها أطلال قرب واد صغير مع ملاحظته لخصوبة أراضيها ومساهمتها في خزينة ملوك تلمسان ب 20.000 مثقال ذهبي

## مقالات ذات صلة
- مازونة
- قلعة بني راشد
- معسكر